# Línea 51 (Avanza Zaragoza)
La línea 51 es una línea regular diurna de Avanza Zaragoza. Realiza el recorrido comprendido entre la Estación de Miraflores  y la Estación Intermodal de Zaragoza-Delicias en la ciudad de Zaragoza (España).
Tiene una frecuencia media de 10 minutos.
Fue creada en 2006 para conectar la estación delicias con el centro 

## Recorrido

### SentidoEstación Delicias
Cesáreo Alierta, Paseo de la Constitución, Paseo Pamplona, Paseo María Agustín, Plaza del Portillo, Avenida Madrid, Avenida Navarra, Estación Delicias, Avenida Navarra, Estación Delicias

### SentidoPríncipe Felipe
Estación Delicias, Avenida Navarra, Avenida Madrid, Paseo María Agustín, Paseo Pamplona, Paseo de la Constitución, Cesáreo Alierta